# Erdődy József
Erdődy József (?, 1754. április 12. – Freistadt, 1824. január 12. vagy 1824. június 12.) magyar főnemes, 1808-tól 1819-ig magyar udvari kancellár. 

## Élete
Élete során számos közjogi méltóságot töltött be. Volt nyitrai főispán, főasztalnokmester, kancellár, miniszter, és az aranygyapjas rend vitéze. Részt vett az 1814es a bécsi kongresszuson. Galgóci várában színházat emeltetett, amikor nagy pompával I. Ferenc magyar királyt fogadta. 
Benne halt ki családja Erdődy Kristóf tárnokmester Gábor nevű fiától származott ág.